# Haras national d'El Batan
Le haras national d'El Batan est un haras national tunisien, situé à El Batan dans le gouvernorat de la Manouba, au nord de la Tunisie. Il est installé dans un palais beylical daté du XVIIe siècle, aménagé en caserne militaire et destiné à l'élevage de chevaux.

## Missions

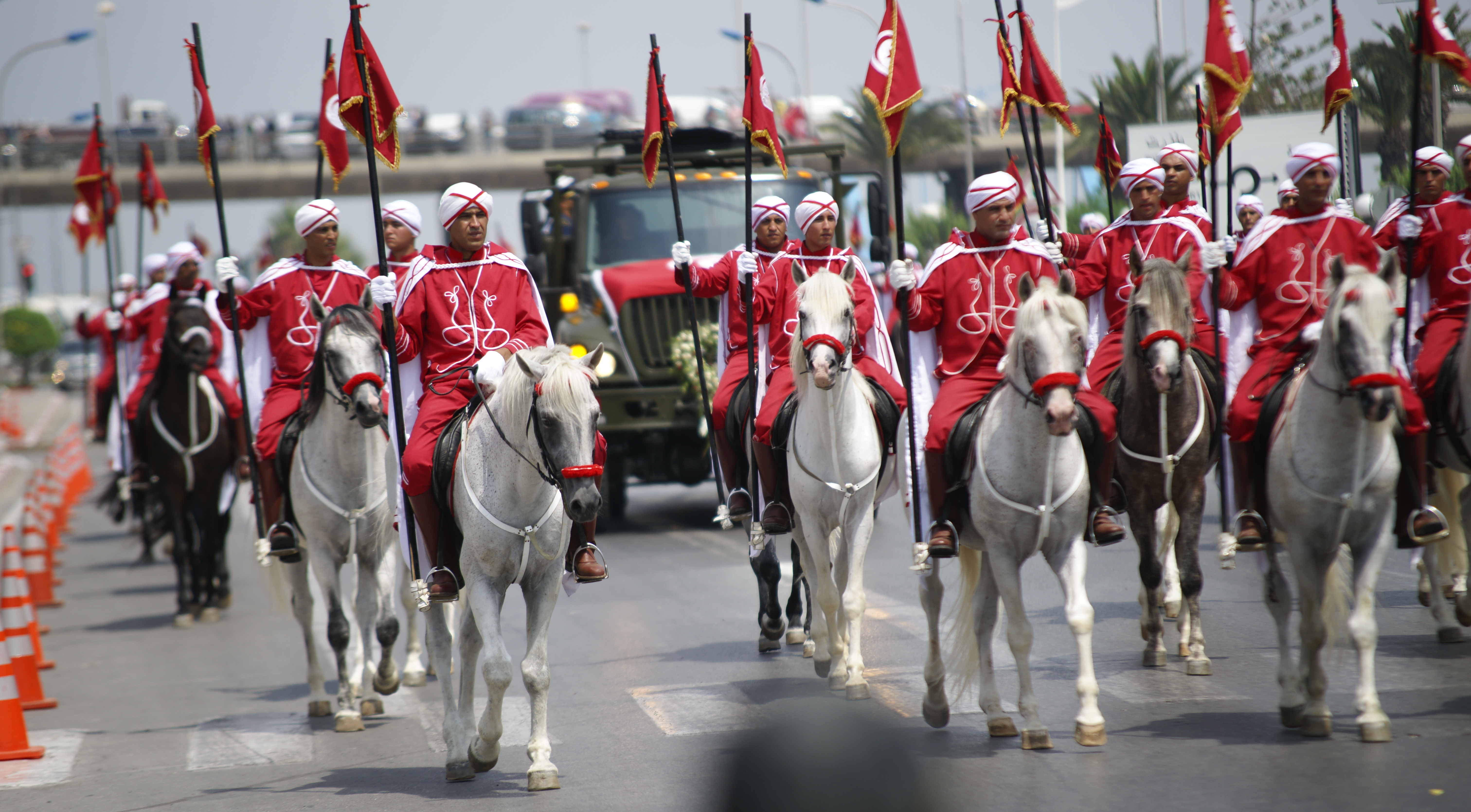
Cavaliers du Régiment d'honneur de l'armée nationale.

Géré par la Fondation nationale d'amélioration de la race chevaline (FNARC) depuis 1982, il a pour missions la conservation de la race arabe tunisienne, et l'hébergement de tous les étalons reproducteurs nationaux du pays, de races Barbe, Arabe, Arabe-Barbe et poney des Mogods. Il est également le centre d'élevage du Régiment d'honneur de l'armée nationale. Il organise par ailleurs des sessions d'équithérapie.

## Histoire
Un jumelage de ce haras avec celui de Lamballe, en Bretagne (France), est envisagé en 2015. Le développement du tourisme dans ce haras est également envisagé pour le pérenniser. En 2024, des travaux de restauration sont annoncés afin d'inclure ce haras à un circuit touristique basé sur la visite de célèbres lieux de tournage cinématographique.